# Привреда Албаније
Привреда Албаније је прошла процес транзиције од централизоване економије до тржишне економије на принципима слободног тржишта. Албанија је земља горњег средњег дохотка и чланица Организације Северноатлантског уговора (НАТО), Светске трговинске организације, Малог Шенгена, Организације за сигурност и сарадњу у Европи и Организације црноморске економске сарадње.
Албанија је земља вишег средњег дохотка са економијом заснованом на: пружањем услуга (54,1%), пољопривреди (21,7%) и индустријским секторима (24,2%). Земља је богата природним ресурсима а економију углавном подржавају пољопривреда, прехрамбена индустрија, дрвна индустрија, нафта, цемент, хемикалије, рударство, основни метали, хидроелектране, туризам, текстилна индустрија и вађење нафте. Најјачи сектори су енергетика, рударство, металургија, пољопривреда и туризам. Примарни индустријски извоз су одећа, хром, уље и рафинирана горива.
Сектор туризма традиционално је значајан извор прихода народа, посебно током летњих месеци, али и недавно и у зимским месецима, због повећане популарности снежних спортова као што је скијање. Са преко 3,8 милиона туриста годишње, туризам остварује приход већи од 1,5 милијарди евра. Албанија се сврстала међу 25 најпопуларнијих туристичких дестинација у Европи и проглашена је једном од најбољих туристичких дестинација на свету 2014. године од стране Њујорк тајмса.

## Историја
Након распада комунистичког режима 1990. године, Албанија је била обележена масовним егзодусом избеглица у Италију и Грчку. Земља је покушала да пређе на аутаркију и то је на крају успело. Покушаји реформе почели су озбиљно почетком 1992. године, након раста БДП-а од више од 50% од свог врхунца у 1989. години. Земља тренутно пати због високог организованог криминала и високих стопа корупције.
Демократски изабрана влада која је преузела функцију у априлу 1992. покренула је амбициозни програм економских реформи како би зауставила економско погоршање и ставила земљу на пут ка тржишној економији. Кључни елементи укључују либерализацију система цена и размене, фискалну консолидацију, монетарну ограниченост и чврсту политику прихода. Они су допуњени свеобухватним пакетом структурних реформи, укључујући приватизацију предузећа и реформу финансијског сектора као и стварање правног оквира за тржишну економију и активност приватног сектора. Већина пољопривреде, државног становања и мале индустрије је приватизована. Овај тренд се наставио приватизацијом транспорта, услуга и малих и средњих предузећа. Влада је 1995. почела приватизацију великих државних предузећа. Након што је почетком деведесетих достигла најнижу тачку, привреда се поново полако проширила и достигла ниво из 1989. године до краја деценије.

## Макроекономски трендови
За поређења паритета куповне моћи, амерички долар се размењује на 49 лека (процена за 2007) Средње плате у 2009. години износиле су 300,83 долара месечно.
Албанија је земља са ниским приходима према западноевропским стандардима, са БДП-ом по глави становника нижим од свих земаља у ЕУ. Према Еуростату, БДП Албаније по глави становника (изражен у Стандардима куповне моћи) износио је 35% од просека ЕУ у 2008. години. Тренутна стопа незапослености је 12,4%.
Резултати напора Албаније у почетку су били охрабрујући. Вођени пољопривредним сектором, БДП је порастао за процењених 111% у 1993. години, 89% у 1994. години и више од 119% у 1995. години, при чему је највећи део тог раста у приватном сектору. Годишња инфлација је пала са 25% у 1991. на нулу. Албанска валута, лек, стабилизовала се. Албанија је постала мање зависна од помоћи у храни. Брзина и снага приватног предузетничког одговора на отварање и либерализацију у Албанији била је боља него што се очекивало. Међутим, почев од 1995. године, напредак је застао, са занемарљивим растом БДП-а у 1996. години и смањењем од 59% у 1997. години. Слабљење одлучности владе да одржи стабилизационе политике у изборној години 1996. допринело је обнови инфлаторних притисака, потакнутог буџетским дефицитом који је премашио 0,12%. Инфлација се приближила 0,20% у 1996. и 0,50% 1997. године. Колапс финансијских пирамидалних шема почетком 1997. - који је привукао депозите од значајног дела албанске популације - изазвао је озбиљне социјалне немире који су довели до више од 1.500 смртних случајева, распрострањеног уништавања имовине и БДП-а је пао 0,08%. Лек је првобитно изгубио до половине своје вредности током кризе из 1997. године, пре него што се опоравио до нивоа из јануара 1998. године од 0,00143 за долар. Нова влада, основана у јулу 1997. године, предузела је снажне мере за обнављање јавног реда и оживљавање економске активности и трговине.
Албанија тренутно пролази кроз интензиван режим макроекономског реструктурирања са Међународним монетарним фондом и Светском банком. Потреба за реформама је дубока и обухвата све секторе економије. Године 2000. приватизована је најстарија комерцијална банка, Банка Комбетаре Трегтаре. У 2004. години највећа комерцијална банка у Албанији - тада Албанска штедионица - приватизована је и продата Рајфајзен банци Аустрије за 124 милиона долара. Макроекономски раст је у просеку износио око 59% у последњих пет година а инфлација је ниска и стабилна. Влада је предузела мере за сузбијање насилног криминала а недавно је усвојила пакет фискалних реформи чији је циљ смањење велике сиве економије и привлачење страних улагања.
Економија је ојачана годишњим дознакама из иностранства које представљају око 15% БДП-а, углавном од Албанаца који живе у Грчкој и Италији; ово помаже да се надокнади велики трговински дефицит. Сектор пољопривреде, који чини више од половине запослености, али само око једне петине БДП-а, ограничен је првенствено на мале породичне операције и пољопривреду за живот због недостатка модерне опреме, због нејасних имовинских права и преваленције малих, неефикасних парцела земљишта. Недостатак енергије због ослањања на хидроенергију, застарела и неадекватна инфраструктура доприносе лошем пословном окружењу у Албанији и недостатку успеха у привлачењу нових страних улагања. Завршетак нове термоелектране у близини Влоре помогао је у диверсификацији производних капацитета а планови за побољшање далековода између Албаније и Црне Горе и Косова помогли би у смањењу несташица енергије. Такође, уз помоћ фондова ЕУ, влада предузима кораке да побољша сиромашну националну друмску и железничку мрежу, дуготрајну препреку одрживом економском расту.
Реформе су предузете посебно од 2005. и у 2009. години па је тада Албанија била једина земља у Европи, заједно са Пољском, Сан Марином и Лихтенштајном, забележила економски раст. Реални раст албанског БДП-а износио је 37%. Из године у годину, сектор туризма добија све већи удео у БДП-у земље.
Подаци објављени у јулу 2012. године од стране Националног института за статистику, показују да се економија смањила за 0,0002 посто у првом кварталу ове године - криза је углавном окривљена за дужничку кризу у еврозони.
Неформални сектор чини део економије иако његов удео остаје нејасан због своје тајновите природе.
Према Сантандер банци, директне стране инвестиције у Албанији сада чине 50% њеног БДП-а.

## Изазови и решења
Реформе у Албанији ограничене су административним капацитетима и ниским нивоима дохотка, што чини становништво посебно осетљивим на незапосленост, флуктуацију цена и друге варијабле које негативно утичу на приходе. Привреду и даље подупиру дознаке радне снаге која ради у иностранству. Ове дознаке допуњују БДП и помажу да се надокнади велики суфицит у спољној трговини. Већина пољопривредног земљишта је приватизована 1992. године, што је значајно побољшало приходе сељака. 1998. Албанија је повратила 0,8% пада БДП-а из 1997. и порасла за 79% у 1999. Међународна помоћ је помогла да се плате високи трошкови примања и избеглице из сукоба на Косову. Велике инвестиције и даље су отежане лошом инфраструктуром; недостатак потпуно функционалног банкарског система; непроверене или непотпуно развијене инвестиционе, порезне и уговорне законе; и трајни менталитет који обесхрабрује иницијативу.
Међутим, Форбс је такође указао на одређени напредак: "уз помоћ међународних донатора, влада подузима кораке за побољшање сиромашне националне друмске и железничке мреже, дуготрајну препреку одрживом економском расту. Унутрашње стране инвестиције значајно су се повећале последњих година. Започео је амбициозан програм за побољшање пословне климе кроз фискалне и законодавне реформе, а влада је фокусирана на поједностављење захтева за лиценцирање и пореске кодексе и склопила је нови аранжман са ММФ-ом за додатну финансијску и техничку подршку".
Извештај Међународног монетарног фонда од 24. јануара 2017. такође је пружио неке позитивне помаке: "Економски програм остаје на добром путу, добар напредак у спровођењу структурних реформи, прилагодљива монетарна политика Банке Албаније остаје адекватна". Инспектори ММФ-а који су посетили Тирану обезбедили су следећи акциони план: "У наредном периоду, главни приоритети треба да буду: да се настави са ширењем прихода како би се ојачале јавне финансије и да се обезбеди одрживост дуга, смање кредити како би се ојачала финансијска стабилност и подржао кредитни опоравак и унапредиле структурне реформе Да би се побољшала пословна клима, остварен је значајан напредак у овим областима и потребни су даљи напори на учвршћивању тих добитака. У том смислу, јачање пореске администрације, проширење пореске основице и увођење пореза на имовину заснованог на имовини остају важни. Побољшано управљање јавним финансијама ће помоћи да се осигура ефикаснија јавна потрошња и контрола заосталих неизмирених обавеза а за јачање кредитирања приватног сектора потребна је брза имплементација стратегије за решавање кредита. Структурне реформе за унапређење пословног окружења, решавање недостатака у инфраструктури и побољшање радних вештина ће бити кључно за јачање конкурентности. "
Пуно чланство у Европској унији било од користи албанској економији. Земља је добила статус захтева у 2014. (на основу захтева из 2009). Европски парламент упозорио је почетком 2017. лидера владе да парламентарни избори у јуну морају бити "слободни и поштени" пре него што преговори могу да почну пријем земље у Унију. Посланици Европског парламента су такође изразили забринутост због "селективне правде у земљи, корупције, укупне дужине судских поступака и политичког уплитања у истраге и судске случајеве", али је у саопштењу за штампу ЕУ изражен одређени оптимизам: "Важно је да Албанија одржи данашњи замах реформе и морамо бити спремни да га подржимо што је више могуће у овом процесу. ”
Албанија такође треба да побољша своју инфраструктуру, посебно аутопутеве унутар својих граница и да повеже земљу са својим суседима. Када постоје докази о значајном напретку на овом плану, шансе земље за пријем у ЕУ треба да се побољшају. У току су расправе за добијање средстава за то.
У међувремену, Кина је један од највећих инвеститора у Албанији која је купила права на бушење нафтних поља Патос-Маринзе и Куцова (од канадске компаније) и Међународног аеродрома Тирана. Од марта 2016. године, Кина је била главни трговински партнер у земљи, са 7,7 посто укупне међународне трговине земље; то је далеко више од трговине са Грчком и Турском. Ово подсећа на снажне односе између Албаније и Кине 1970-их.

## Сектори

### Примарни сектор
Током комунистичког режима, албанска пољопривреда је била јако централизована, интегрисана са индустријама везаним за пољопривреду и државном управом. Данас пољопривреда у Албанији запошљава 47,8% становништва, а око 24,31% земљишта се користи у пољопривредне сврхе. Пољопривреда доприноси 18,9% БДП-а земље. Главни пољопривредни производи у Албанији су дуван, воће укључујући наранџе, лимун, смокве, грожђе, поврће као што су маслине, пшеница, кукуруз, кромпир, али и шећерна репа, месо, мед, млечни производи и традиционална медицина и ароматично биље.
Албанско вино карактерише јединствена слаткоћа и аутохтоност сорте. Има једну од најдужих историја виноградарства у Европи. Албанија је произвела процењених 17.500 тона вина у 2009. Током комунизма, производни простор се проширио на неких 20.000 хектара (49.000 хектара). Данашњи регион Албаније био је један од ретких места где је грожђе природно расло током леденог доба. Најстарије пронађено семе у регији је старо од 40.000 до 60.000 година. Древни римски писац Плиније илирско вино описује као "веома слатко или преслатко" и назива га "заузимањем трећег реда међу свим винима". Албанске породице су традиционално познате по томе да у својим баштама узгајају грожђе за производњу вина и ракије.

### Терцијарни сектор
Значајан део албанског националног дохотка потиче од туризма. У 2014. години, он је директно учествовао са 6% БДП-а, иако укључивање индиректних доприноса повећава удео на нешто преко 20%. Албанија је у 2012. години примила око 4,2 милиона посетилаца, углавном из суседних земаља и Европске уније. Број туриста је порастао за 200% и за 2014. годину.
Већина туристичке индустрије је концентрисана дуж обале Јадранског и Јонског мора. Ово последње има најлепше плаже, а често се назива и Албанска ривијера. Албанска обала има знатну дужину од 360 km (220 mi), укључујући и подручје лагуне у којем се налази. Обала има посебан карактер, јер је богата сортама пешчаних плажа, ртова, увала, наткривених увала, лагуна, малих шљунчаних плажа, морских шпиља, итд. Неки делови овог мора су еколошки врло чисти, што у овом потенцијалном неистраженом подручју представља реткост у медитеранском подручју.
Повећање броја страних посетилаца било је драматично. Албанија је имала само 500.000 посетилаца у 2005. години, док је у 2012. години имала процењених 4,2 милиона - што је пораст од 740% у само 7 година. Неколико главних градова у земљи налази се дуж нетакнутих морских обала Јадранског и Јонског мора. Албанска стално растућа мрежа путева пружа могућност да дође до својих суседа на северу, истоку и западу. Албанија је у непосредној близини свих главних европских престоница са кратким летовима у трајању од два или три сата који су доступни свакодневно. Туристи могу да виде и искусе древну албанску прошлост и традиционалну културу.
У извештају Агенције за међународни развој Сједињених Америчких Држава (УСАИД) у октобру 2015. године наведено је да директан допринос туризма постаје значајан део бруто домаћег производа земље, што је пуни 4,8 посто у 2013. години. Укупан допринос БДП-у било је око 17% "укључујући шире ефекте од инвестиција и ланца снабдевања". Очекује се да ће се то повећати у будућности.
Седамдесет посто албанског терена је планинско и постоје долине које се простиру у прекрасном мозаику шума, пашњака, извора уоквирених високим врховима покривеним снегом до касних летних месеци што погодује зимском туризму.

## Инфраструктура

### Саобраћај
Саобраћај је претрпео значајне промене у протекле две деценије, знатно модернизујући инфраструктуру. Побољшања у путној инфраструктури, железничком, градском и аеродромском транспорту довела су до великог побољшања у транспорту. Ове реконструкције су одиграле кључну улогу у подршци албанској економији, која се у протеклој деценији у великој мери ослањала на грађевинску индустрију.
Албанска мрежа аутопутева је интензивно модернизована током 2000-тих година и део је још увек у изградњи. У Албанији постоји укупно 3 главна аутопута: А1, А2 и А3. Када се заврше сви коридори, Албанија ће имати процењених 759 километара аутопута који ће га повезати са свим суседним земљама. Међународни аеродром у Тирани Нене Тереза је једина улазна лука путем авио превоза за путнике. Аеродром је добио име по Мајци Терези. Од раних деведесетих година, дошло је до драматичног пораста броја путника и кретања авиона. Данас аеродром обрађује преко 2,2 милиона путника годишње. Осим тога, Албанија планира изградити два аеродрома који ће углавном служити туристичкој индустрији.
Најпрометнија и највећа лука је лука Драч. Од 2014. године Лука је једна од највећих путничких лука на Јадранском и Јонском мору, са годишњим бројем путника од око 1,5 милиона. Друге морске луке су Влоре, Саранде и Шенгјин. Луке опслужују широк систем трајекта који повезују бројна острва и приморске градове, осим трајектних линија за неколико градова у Хрватској, Грчкој и Италији.
Железницама у Албанији управља национална железничка компанија Хекуруда Шкиптаре (ХСХ). Железнички систем је у великој мери промовисан од стране тоталитарног режима Енвера Хоџе, током којег је употреба приватног превоза била ефективно забрањена. Од колапса бившег режима, дошло је до значајног повећања власништва аутомобила и коришћења аутобуса. Иако су неки од путева у земљи још увек у веома лошем стању, било је и других догађаја (као што је изградња аутопута између Тиране и Драча) који су одузели велики промет од железница.

### Енергетика
Албанија зависи од хидроелектране и највећег произвођача хидроелектрана у свету, са процентом од 100%. Домаћин је пет хидроелектрана и погон. Албанска компанија Девол Хидроповер тренутно гради две хидроелектране на реци Девол у близини Бање и Моглице. Очекује се да ће ова два постројења бити завршена 2016. и 2018. године. Након завршетка производње, она ће производити 729 гигават сати годишње, чиме ће се производња електричне енергије у Албанији повећати за скоро 17%.
Изградња АМБО гасовода од 1,2 милијарде долара планирана је за 2007. годину. То би повезало луку Бургас у Бугарској са луком Влора у Албанији. Очекује се да ће дневно слати 750.000 барела (119.000 m³) на 1.000.000 барела (160.000 m³) сирове нафте. Међутим, чини се да ће Трансадријски гасовод почети са радом. Траса Јадранског гасовода кроз Албанију је око 215 км на копну и 37 км од обале у албанском делу Јадранског мора. Почиње у Кендер Билишту у региону Корча на албанској граници са Грчком и стиже на јадранску обалу 17 км северозападно од Фјера, 400 метара од обале. У близини Фјера биће изграђена компресорска станица а у близини Билишта планиран је и додатни компресор а капацитет ће бити проширен на 20 милијарди кубних метара. На његовој рути ће бити изграђено осам блок вентила и једна станица за копање. У планинским областима биће изграђено око 51 км нових прилазних путева, док ће 41 км постојећих путева бити модернизовано, 42 моста обновљена и три нова моста изграђена. У лето 2015. Трансадријски гасовод је започео изградњу и обнову приступних путева и мостова дуж трасе гасовода у Албанији.

### Нафта
Албанија има друга највећа налазишта нафте на Балканском полуострву и највеће копнене резерве нафте у Европи. Производња сирове нафте износила је више од 1,2 милиона тона у 2013. години, укључујући 1,06 милиона канадских Банкерс Петролеум-а, 87 063 тона канадског Стрим Ојл-а и 37,406 тона Албпетрола. Остатак су произвеле три стране фирме. Експлоатација нафте у Албанији почела је пре 80 година, 1928. године у Куцовом нафтном пољу и стално се повећавала, а годину дана касније у Патосу, у резервоарима од пешчара. Производња нафте у Албанији је стално расла. У периоду од 1929— 1944. и 1945—-1963. Укупна производња била је само из пешчарских акумулација, а након 1963. године и из карбонатних акумулација. До 1963. године из пешчара је произведено 400 974 649 тона нафте.
Албанска нафта и гас представљају најперспективније, мада строго регулисане секторе економије. Она је привукла стране инвеститоре још раних деведесетих година, означавајући почетак реформи које су трансформисале јавна ексклузивна права, контролу и одговорности у погледу истраживања и експлоатације, у приватни сектор. Резерве нафте и гаса и даље су власништво албанске државе која склапа споразуме и додељује права у погледу процене, истраживања, производње, прераде и транспорта производа. У марту 2016. године, подружнице кинеске компаније Гео-Јаде Петролеум купиле су права за бушење (од канадске компаније) за експлоатацију нафтних поља Патос-Маринзе и Куцова. Они су платили 384,6 милиона еура, што је вероватно показало интерес за убрзање процеса.